# Конвой O-305
Конвой O-305 — японський конвой часів Другої світової війни, проведений у листопаді 1943 року.
Конвой сформували на острові Нова Британія в Рабаулі — головній передовій базі японців в архіпелазі Бісмарка, з якої провадились операції на Соломонових островах та сході Нової Гвінеї. Кінцевим пунктом маршруту при цьому був Палау (важливий транспортний хаб на заході Каролінських островів).
До складу конвою О-305 увійшли авіатранспорт «Ліон-Мару», транспорти «Хоккай-Мару», «Шічісей-Мару», «Тайшо-Мару» і «Макассар-Мару». Ескорт складався з мисливців за підводними човнами CH-24 та CH-39.
Опівдні 13 листопада 1943 року судна вийшли з Рабаула та попрямували на північний захід. Одразу після опівночі 14 листопада бомбардувальники B-24 «Ліберейтор» атакували конвой на малій висоті та влучили в один із трюмів «Тайшо-Мару». Судно дістало пошкодження, проте змогло 15 листопада повернутись до Рабаула.
Основна частина конвою прибула до Палау 20 листопада.